# Ocotea mascarena
Ocotea mascarena là loài thực vật có hoa trong họ Nguyệt quế. Loài này được (Buchoz) Kosterm. miêu tả khoa học đầu tiên năm 1939.